# لوسيان جي. فنتون
لوسيان جي. فنتون هو سياسي أمريكي، ولد في 7 مايو 1844 في وينتشستر في الولايات المتحدة، وتوفي بنفس المكان في 28 يونيو 1922. نشط حزبياً في الحزب الجمهوري. وقد انتخب عضو مجلس النواب الأمريكي ‏.